# BMW M3
BMW M3 je verzija visokih performansi serije 3, koju je razvilo BMW-ovo odeljenje za motosport BMW M GmbH. M3 modeli su izvedeni iz odgovarajućih generacija BMW serije 3.
Početni model je bio dostupan u kupe stilu karoserije. Ponekad je M3 dostupan i u stilovima limuzina i kabrioleta. Zbog modela kupe i kabrioleta koji više nisu deo serije 3 iz 2015. godine, F82 / F83 kupe i kabriolet modeli sada se nazivaju M4 zasnovani na novouvedenoj seriji 4. Ime M3 ostaje u upotrebi samo za verziju limuzine.
Nadogradnje u odnosu na standardne automobile serije 3 uključuju snažnije i brže motore, poboljšane sisteme upravljanja, suspenzije i kočenja, aerodinamična poboljšanja karoserije, lagane komponente i unutrašnje i spoljašnje akcente sa trobojnim „M” (motosport) amblemom.

## Generacija E30 (1986–1992)
Prvi BMW M3 je baziran na E30 serije 3 i proizveden je od 1986. do 1992. godine. Većina E30 M3 proizvedena je u kupe stilu, ali su takođe proizvedene ograničene količine kabrioleta.
E30 M3 se razlikovao od standardnih modela E30 u nekoliko oblasti. Ista osnovna karoserija korišćena je, međutim, 12 panela karoserije bilo je jedinstveno za M3, u cilju poboljšanja aerodinamike. Korišćeni su lukovi točkova koji su proširili kutije i omogućili su širu širinu kolosijeka i veće kotače/gume. Jedini spoljni paneli karoserije, standardne serije 3 i M3, bili su poklopac motora, krovni panel, krovni otvor i unutrašnji paneli vrata.
Kočnice, rotori i glavni cilindar bili su jedinstveni za model M3.
Prenos je bio Getrag 265, petostepeni manuelni. Evropski modeli su opremljeni dogleg verzijom sa bliskim odnosima i promenom 1:1 za petu brzinu. Severnoamerički modeli koristili su standardnu šemu promene i imali su širi razmak između zupčanika sa preopterećenim petim stepenom prenosa. Diferencijal ograničenog klizanja tipa kvačila je standardna oprema.
Zvanična težina kupea M3 iz 1986. godine bila je 1.165 kg, a konvertibilna kabina M3 1988. bila je 1.360 kg.
Godine 2004, časopis Međunarodni Sportski Automobili proglasio je automobil E30 M3 broj šest na listi najboljih sportskih automobila 1980-ih. U 2007, Magazin Automobila je uključio E30 M3 u svoje „5 najvećih vozača automobila svih vremena” pod njihovim 25 najvećih automobila svih vremena.
- Kupe
- Kabriolet

### Motor
Model E30 M3 koristio je četvorocilindrični motor BMW S14, visokokvalitetni DOHC dizajn zasnovan na šestocilindričnom motoru BMW M88. U zemljama u kojima je M3 prodat sa katalizatorom, početne verzije su proizvele 143 kV (192 KS) i maksimalnu brzinu od 235 km/h. U zemljama u kojima nije bio potreban katalizator, motor je proizveo 149 kV (200 KS).
U septembru 1989, evropski M3 su nadograđeni na 158 kV (212 KS) (kako je predstavljeno na posebnom modelu Ravaglia), povećavajući maksimalnu brzinu na 240 km/h.
Razlike u odnosu na standardne modele E30 su:
- 5 šrafa na točkovima
- uležištene rukavce u prednjem vešanju, za povećani ugao kotača
- aluminijumske kontrolne ručice
- revidirane cevi prednjeg podupirača sa vijkom na držačima i ukošenjem postavljenim na šipku, slično kao kod serije  5
- ležajevi prednjih točkova i razmak između vijaka kočione čeljusti preuzet od serije  5

| Verzija         | Kupe  | Kabriolet |
| --------------- | ----- | --------- |
| evropska (149 ) | 8.661 | 786       |
| evropska (158 ) | 1.519 | 786       |
| američka        | 4.996 |           |
|                 | 148   |           |
|                 | 505   |           |
| Evo 1           | 505   |           |
| Evo 2           | 500   |           |
| Sport           | 600   | 1         |

## Generacija E36 (1992—1999)
Model M3 serije 3 E36 izašao je 1992. godine i prvobitno je bio dostupan samo kao kupe, sa verzijom kabrioleta koja je dodata 1994. godine. Verzija sedana je takođe dodata 1994. godine, da bi popunila prazninu uzrokovanu nedostatkom modela BMW M5 sedan između kraja proizvodnje E34 M5 1995. godine i lansiranja modela E39 M5 1998. godine.
U septembru 1995. godine, puštena je verzija kupea. Promene su uključivale povećanje veličine motora na 3.2 L (195 cu in), ručni menjač koji se povećavao sa 5 brzina na 6 brzina, različitih točkova i jasnih indikatora.Promene facelift-a su primenjene na modelu limuzine u novembru 1995. i konvertibilnom modelu u februaru 1996 .Masa praznog vozila od 1996 M3 kupe u evropskoj specifikaciji je 1.515 kg (3.340 lb).
Facelift je takođe video introdution od 6-brzinskog "SMG" automatizovanog ručnog prenosa,prvi put kada je automatski menjač bio dostupan na M3 izvan Sjedinjenih Država. SMG transmisija je pohvaljena zbog brzog vremena prebacivanja i rada u situacijama performansi, ali je kritikovana zbog ponašanja u svakodnevnim situacijama vožnje.
Većina automobila proizvedena je u fabrici BMW Regensburg u Njemačkoj; međutim, mali broj automobila na desnoj strani sa malim kompresijama je montiran u BMW-ovoj fabrici u Rosslinu, Južna Afrika. Ukupno je proizvedeno 46.525 kupea, 12,114 kabrioleta i 12,603 limuzuna. Limuzina je prestala sa proizvodnjom u decembru 1997, kupe je prestao sa proizvodnjom krajem 1998. godine, a kabriolet je prestao sa proizvodnjom u decembru 1999. godine. Godine 1996. BMW M GmbH ručno je izradio prototip E36 M3 Compact, kao M-car koji bi se svidio mlađim kupcima. M3 Compact je pregledan u nemačkom časopisu 'Auto Motor und Sport'. M3 Compact je odrazio performanse i stilske karakteristike modela E36 M3, uključujući i 3.2-litarski S50 motor.
- Kupe
- Kabriolet
- Limuzina

### Motor
Model E36 M3 pokrenuo je motor BMW S50 motor. To je bio prvi M3 koji je koristio šestocilindrični motor, koji je od tada korišćen za većinu M3 modela (iako u turbopunjenom obliku od 2014. godine).
U većini zemalja, početna verzija od 2.990 cm3 (182 cu in) generisala je 213 kW (286 KS) na 7.000 o / min i 320 Nm (236 lb⋅ft) na 3.600 o / min. Severnoamerički modeli (izuzev ograničenog izdanja kanadskog modela "M3 Euro-Spec") koristili su manje snažan BMW S50B30US motor.
Modeli facelift-a krajem 1995. godine su nadograđeni na verziju od 3.201 cm3 (195,3 cu in) motora BMW S50, generišući 236 kW (316 KS) na 7.400 o / min i 350 Nm (258 lbf) na 3.250 o / min. Umesto toga, severnoamerički modeli su koristili manje snažan motor BMW S52.

## Generacija E46(2000—2006)
Verzija M3 serije 3 E46 dostupna je u coupe i cabrio stilovima karoserije (verzija s limuzinom nije proizvedena zbog uvođenja novog M5). E46 M3 pokreće S54 motor sa ravnim šest-stepenim motorom i ima ubrzanje od 0–100 km/h (0–62 mph) od 5.1 s za kupe, bilo sa ručnim ili SMG-II prenosom. Rezultati klizanja u klizanju su 0,89 g za kupe i 0,81 g za kabriolet.
Sopstvenoto teglo na prevoznoto sredstvo v 2000 M3 e 1.570 kg (3.461 lb). The top speed is electronically limited to 249 km/h (155 mph).
Dostupni transmisije su Getrag 420G 6-stepeni ručni menjač ili SMG-II 6-brzinski automatski menjač, koji je baziran na Getrag 420G. SMG-II je koristio elektrohidraulično aktiviranu kvačilo i menjač se menjao preko ručice menjača ili lopatica montiranih na upravljaču.SMG-II je pohvaljen zbog brzog vremena prebacivanja i performansi trkališta, ali neki ljudi su smatrali da je njegova smena odložena i da se zaustavi u saobraćaju.
Ukupna proizvodnja E46 M3 iznosila je 56.133 kupea i 29.633 kabrioleta. Automobili su sastavljeni u fabrici BMW Regensburg u Nemačkoj.
Izrađen je prototip M3 Touring karavana / nekretnina kako bi se procenila izvodljivost izgradnje modela M3 na postojećoj platformi karavana E46 (posebno integracija širih zadnjih lukova M3 na karoseriju karavana), ali nije dostigla proizvodnju .
- Kupe
- Kabriolet
- BMW S54 šestocilindrični motor

### Motor
Glavni članak: BMW S54

Motor S54 od 3,2 litre (200 cu in) je konačna evolucija motora BMW S50 sa prirodnim usisavanjem. S54 proizvodi 252 kW (338 KS) na 7.900 o / min, 365 Nm (269 lb⋅ft) na 4.900 o / min i ima crvenu crtu od 8.000 obrtaja u minuti. Kao i kod većine M motora, S54 ima individualno kućište gasa za svaki cilindar, sa elektronskom kontrolom gasa (drive-bi-vire) rad gasa je nova karakteristika za S54. 
1. ↑  „BMW M3 Celebrating 20 Years of a Sporting Legend”. web.archive.org. 29. 3. 2012. Архивирано из оригинала 29. 03. 2012. г. Приступљено 16. 5. 2019.
2. ↑  „BMW M3 – The Evolution of the Benchmark”. web.archive.org. 18. 9. 2011. Архивирано из оригинала 18. 09. 2011. г. Приступљено 16. 5. 2019.
3. ↑  „1990 BMW M3 Sport Evolution (Evolution III) E30 car specifications, auto technical data - performance, fuel economy, emissions, dimensions 56144”. www.carfolio.com. Приступљено 17. 5. 2019.
4. ↑  „BMW M Registry - FAQ E30 M3”. bmwmregistry.com. Приступљено 17. 5. 2019.
5. ↑  Walton, Jeremy, 1946- (2001). BMW 3 series Enthusiast's Companion. Cambridge, MA: Bentley Publishers. ISBN 978-0-8376-0220-2. OCLC 46641906.
6. ↑  „1986 BMW M3 E30 car specifications, auto technical data - performance, fuel economy, emissions, dimensions 56155”. www.carfolio.com. Приступљено 17. 5. 2019.
7. 1 2 3  Deutsche Autos / 5, Seit 1990 : Audi, BMW, VW und Kleinserien / Eberhard Kittler. Kittler, Eberhard, 1955- (1. Aufl изд.). Stuttgart: Motorbuch-Verl. 2001. ISBN 978-3-613-02052-8. OCLC 313842016.
8. ↑  „RealOEM.com - Online BMW Parts Catalog”. www.realoem.com. Приступљено 18. 5. 2019.
9. ↑  „BMW M Registry - FAQ E36 M3 3.2”. bmwmregistry.com. Приступљено 18. 5. 2019.
10. ↑  „RealOEM.com - Online BMW Parts Catalog”. www.realoem.com. Приступљено 18. 5. 2019.
11. ↑  www.topspeed.com https://www.topspeed.com/cars/bmw/1992-2000-e36-bmw-m3-review-ar10589.html. Приступљено 18. 5. 2019. Недостаје или је празан параметар |title= (помоћ)
12. ↑  „BMW M Registry - FAQ E36 M3 3.2”. bmwmregistry.com. Приступљено 18. 5. 2019.
13. ↑  „The History Of BMW M3”. BMW BLOG (на језику: енглески). 16. 10. 2015. Приступљено 18. 5. 2019.
14. 1 2  „30 years of the BMW M3 – the story behind the legend.”. www.press.bmwgroup.com. Приступљено 18. 5. 2019.
15. 1 2  „BMW actually built two M3-based pickup trucks”. Autoblog (на језику: енглески). Приступљено 18. 5. 2019.
16. ↑  „BMW M Registry - FAQ E30 M3”. bmwmregistry.com. Приступљено 18. 5. 2019.
17. ↑  „Detailed specs review of 1997 BMW M3 Coupe model for Europe”. www.automobile-catalog.com. Приступљено 18. 5. 2019.
18. 1 2  „BMW M3 Cabriolet (E46) specs & photos - 2001, 2002, 2003, 2004, 2005, 2006, 2007”. autoevolution (на језику: енглески). Приступљено 18. 5. 2019.
19. 1 2  „BMW M3 E46 buying guide”. Evo (на језику: енглески). Приступљено 18. 5. 2019.
20. ↑  „2018 BMW M3 Pricing, Features, Ratings and Reviews”. Edmunds (на језику: енглески). Приступљено 18. 5. 2019.
21. ↑  „2000 BMW M3 E46 car specifications, auto technical data - performance, fuel economy, emissions, dimensions 74635”. www.carfolio.com. Приступљено 18. 5. 2019.
22. ↑  „RealOEM.com - Online BMW Parts Catalog”. www.realoem.com. Приступљено 18. 5. 2019.
23. ↑  Mitani, Sam (6. 11. 2012). „BMW M3”. Road & Track (на језику: енглески). Приступљено 18. 5. 2019.
24. ↑  „BMW M Registry - FAQ E46 M3”. bmwmregistry.com. Приступљено 18. 5. 2019.